# Anthony O’Regan
Anthony O’Regan (ur. 27 lipca 1809 w Lavalleyroe, zm. 13 listopada 1866 w Londynie) – irlandzki duchowny katolicki, biskup Chicago w latach 1853-1858.

## Życiorys
Urodził się w irlandzkim hrabstwie Mayo. Ukończył seminarium duchowne w Maynooth. Święcenia kapłańskie otrzymał 29 listopada 1834 roku. Pracował jako profesor Pisma Świętego, jęz. hebrajskiego i teologii dogmatycznej w St. Jarlath's College w Tuam. W latach 1844–1849 był rektorem tej uczelni. W roku 1849 na zaproszenie abp. Petera Kenricka wyjechał do USA, by zostać wykładowcą w nowo otwartym seminarium duchownym archidiecezji St. Louis.
9 grudnia 1853 papież Pius IX mianował go ordynariuszem diecezji Chicago i jednocześnie administratorem apostolskim diecezji Quincy. Nominację przyjął niechętnie, uważał bowiem, że jako spokojny naukowiec nie nadaje się na taki urząd. Sakry udzielił mu w Saint Louis abp Kenrick. W drodze do swej diecezji zachorował na osłabienie nerwowe (zbliżone do astenii). Ingres do katedry chicagowskiej miał miejsce 3 września 1854 roku.
Za rządów bpa O’Regana wybudowana została rezydencja biskupia (zniszczona w czasie pożaru z 1871 r.), sprowadzono jezuitów i redemptorystów, a także kupiono nieruchomości, na których wybudowano kilka nowych kościołów i zorganizowano cmentarz. Mimo to duchowieństwo nie było zadowolone ze swego pasterza. Był m.in. oskarżany o dyskryminację katolików francuskojęzycznych. Napięta sytuacja doprowadziła do jego rezygnacji, która przyjęta została ostatecznie 6 lipca 1858 roku. Otrzymał wówczas stolicę tytularną Dora. Następcą został mianowany rok wcześniej koadiutor bp James Duggan. Bp O’Regan wyjechał do Londynu, gdzie zaprzyjaźnił się z duchownymi angielskimi Nicholasem Wisemanem i Henrym Manningiem. Zmarł na chorobę wątroby. Msza pogrzebowa celebrowana była w archikatedrze w Tuam, a pochowany został w Cloonfad.